# Golnar Adili
Golnar Adili (en persa: گلنار عدیلی‎ Virginia, 1976) es una artista multidisciplinaria estadounidense, hija de padres iraníes, residente en Brooklyn, Nueva York. Gran parte de su trabajo está influenciado por su crecimiento en el Teherán posterior a la revolución iraní y los problemas del desplazamiento.

## Biografía
Adili nació en 1976 en Falls Church, Virginia, pero en 1980, a la edad de cuatro años, su familia volvió a vivir a Irán. Sus padres eran activistas políticos y, tras la vuelta a Irán, su padre se vio obligado a huir de regreso a Estados Unidos. Ella volvió a los Estados Unidos en 1994 para reunirse con su padre y continuar su educación universitaria. En 1998 recibió una licenciatura en Bellas Artes, en Pintura, de la Universidad de Virginia y en 2006 hizo una Maestría en Arquitectura de la Universidad de Míchigan.
En 2009 ganó una beca en Grabado / Dibujo / Libros de artistas de la Fundación para las Artes de Nueva York. Adili ha sido galardonada con residencias en Women's Studio Workshop (2015), The MacDowell Colony (2007, 2013), la Fundación Rockefeller en el Bellagio Center y el Lower East Side Printshop (2014), entre otros.

### Exposiciones
Señalamos a continuación algunas de las exposiciones de Golnar Adili.
- 2016 - "Language Landscape", Kentler International Drawing Space, Brooklyn, Nueva York[9]
- 2014 - "Buenas noticias de Irán", Pasinger Fabrik-Munich, Munich, Alemania[10]
- 2013 - "Art on Paper + 1", Feria de Dibujo Contemporáneo de Bruselas, Galeri Coullaud y Koulinsky, París, Francia[11]
- 2013 - "Desplazamiento", Museo de Artesanía y Arte Popular, Los Ángeles, California[11]
- 2011 - "Forjado de patrones: exposición individual", Aun Gallery, Teherán, Irán[11]